# 제다폰 폴디

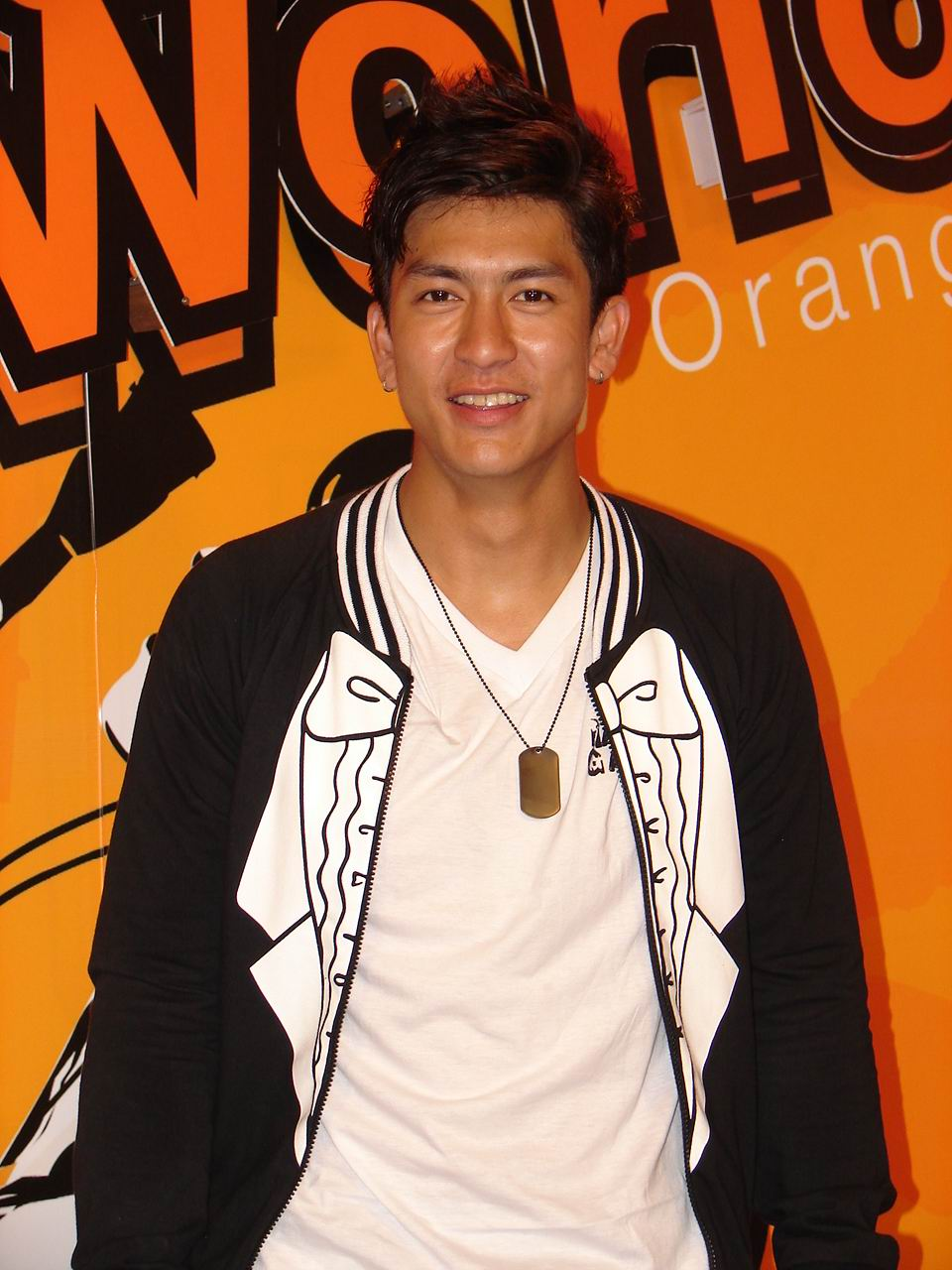

제다폰 폴디(Jesdaporn Pholdee, 1977년 6월 5일 ~ )는 태국의 배우, 모델, 텔레비전 프로듀서, MC, 텔레비전 배우이다.
방콕에서 태어났다.

## 영화
- 아이 미스 유 (2012년)
- 랑카수카의 여왕 (2008년)
- 5인의 해결사 (2006년)
- 디 아이 2 (2004년) - 샘 역
- 아이언 레이디 2 (2003년)
- 아이언 레이디 (2000년)
- 303 연쇄 살인 사건 (1998년)
- 댕 버럴리와 일당들 (1997년)